# Gasenyi (periodiskt vattendrag i Burundi, Gitega)
Gasenyi är ett periodiskt vattendrag i Burundi.   Det ligger i provinsen Gitega, i den centrala delen av landet, 70 kilometer sydost om huvudstaden Bujumbura.
Omgivningarna runt Gasenyi är en mosaik av jordbruksmark och naturlig växtlighet. Runt Gasenyi är det ganska tätbefolkat, med 124 invånare per kvadratkilometer.